# Warhammer 40,000: Dawn of War III
Warhammer 40,000: Dawn Of War III — компьютерная игра в жанре стратегии в реальном времени. Игра анонсирована в мае 2016 года релиз состоялся 27 апреля 2017 году для платформы Microsoft Windows. Разработчиком игры выступает канадская компания Relic Entertainment, а издателем — японская Sega. Feral Interactive выпустил игру для macOS и Linux 8 июня 2017 года.

## Сюжет
Мир рыцарей Ордена Варлоков Кипрус-Ультима находится под осадой орков варбосса Гитстомпы. Однако инквизитор Холт приказывает имперскому флоту блокировать планету и отказывает в подкреплении возглавляющей сопротивление госпоже Соларии. Только орден Кровавых Воронов во главе со своим магистром Габриэлем Ангелосом решают спасти Соларию, однако к их прибытию хранилище Варлоков было разграблено орочьим командиром Горгутцем «Охотником за головами». Варбосс использует похищенное для создания гигантской пушки против эльдар. Действия космодесанта вызывают неудовольствие у Холта.
Аутарх искусственного мира Биель-Тан Кайр просит видящую Маху (героиню Dawn of War) помочь ему в борьбе с орками на Кипрус-Ультиме. Этот мир его интересует как плацдарм для путешествия на выходящую раз в 5000 лет из Варпа планету Ахерон, где находится мощный артефакт Копьё Кхейна. Кайр отнимает у возвращавшегося в Ультве рейнджера Ронана камень души его погибшей на Кронусе сестры и видящей Тальдиры, которая предсказывает: Огонь в небе осветит путь, и кровь зальёт Блуждающую планету, Копьё Кхейна призовёт к себе Путников, и Принц Бурь объединит их! Их победа потрясёт само небо. Считая, что пророчество посвящено ему и эльдарам, аутарх решает держать у себя в заложниках дух Тальдиры. Однако Маха (в правильном переводе Мака) не доверяет Кайру, и вместе с Ронаном и лордом-фениксом воющих баньши Джайн Зар планирует переворот.
Отряд эльдар атакует имперский звёздный форт Гелиос, где старший библиарий Кровавых Воронов Иона Орион занимался изучением артефакта их расы, но братья по ордену ценой больших повреждений форту успевают спасти его. Габриэлю приходится оставить часть ордена во главе с капелланом Аполлоном Диомедом на Гелиосе для его починки и защиты, не желая усугубления ссоры с инквизицией.
На Кипрус-Ультиме пушка Гитстомпы взрывается из-за саботажа Горгутца в момент схватки с силами Махи. После поражения варбосса орку удаётся подчинить его основных союзников, включая вирдбоя Запноггина и биг-мека Вазмакка. После этого формируется новая варбанда для путешествия на Ахерон, откуда Горгутц хочет привезти острую палку. Войска Махи атакуют позиции Кровавых Воронов и готовы убить библиария Ориона и Габриэля Ангелоса, но метеоритный дождь возвещает о прибытии в систему планеты Ахерона.
Маха и Ронан встречаются с Горгутцем и уговаривают его напасть на Кайра для срыва его высадки на Ахерон. Воспользовавшись этим, эльдары совершают рейд на главную базу аутарха и забирают камень души Тальдиры. Габриэль Ангелос смог отследить путь орочьей варбанды к склепу, позволяющему проникнуть на поверхность Ахерона. Космодесантники уничтожают пушку Вазмакки для вскрытия склепа, но Холт приказывает начать орбитальную бомбардировку, чтобы никто не смог получить Копьё Кхейна. Однако эта операция не запечатывает, а вскрывает склеп, что позволило Кайру провести свои отряды на поверхность Ахерона.
На этой планете Маха и Ронан обнаруживают вмёрзшего в лёд высшего демона Кхорна Кровожада (англ. Bloodthirster). Существо было оставлено в этой ловушке древними эльдарскими божествами, но не оставило попыток освободиться. Аутарх решает убить демона Копьём Кхейна для исполнения пророчества. Маха, Ронан и Тальдира пытаются сбежать через Врата Колосса, но Кайр блокирует возможные пути к отступлению. Тогда Тальдира просит брата разместить её камень души в Призрачного Рыцаря, а самому стать пилотом механизма для уничтожения замков на вратах. После этого беглецам удаётся проникнуть в другой сектор планеты.
Кровавые Вороны вместе с Соларией и её шагоходом Имперский Рыцарь прибывают в Храм Копья Кхейна, где уничтожают силы Кайра и часть орков Горгутца. После разъяснений Тальдиры о нечёткости и недосказанности своего предсказания, Маха и Ронан с помощью медитации решают узнать его истинное содержимое. Кайр и Горгутц проникают к алтарю и начинают поединок, но попытка эльдара убить орка с помощью артефакта оканчивается неудачно: пророчество о Копье было ложным и позволило демону выйти на свободу через жертвоприношение аутархом. Освободившийся Кровожад получает силу за счёт всех утраченных жизней на планете за тысячелетия поиска артефакта.
Космодесант, орки и эльдары вынуждены бороться c отродьями Варпа, возникающими из убитых на планете воинов. Видящая поручает Горгутцу уничтожить шпили Хаоса, питающие Кровожада и его отродья, а Ангелосу — направить боевую баржу ордена «Неустрашимый» в трещину на поверхности планеты.
С уничтожением распавшегося на части Ахерона Кровожад лишается части своей силы, после чего Маха решает исполнить истинное пророчество: три фракции, которые ведут кочевую жизнь «путников», должны вместе победить демона Принца Бурь. Трое героев побеждают существо в Храме Копья на летающем фрагменте планеты, после чего расходятся (но Горгутц уходит последним с Копьём Кхейна в качестве трофея).
В сцене после титров лорд некронов замечает произошедшее на Ахероне и начинает собирать свои армии.

## Игровой процесс
В игре доступны три фракции из предыдущей части:
- Космодесантники
- Эльдары
- Орки

Разработчики обещали, что третья часть будет использовать лучшие наработки предыдущих серий. Анонсировались большие армии, строительство базы, интересный сюжет, богатая тактическая составляющая. Однако реализовано это было лишь частично.
Одиночная кампания состоит из 17 уникальных миссий, чередуя 3 фракции. Отдельной кампании за одну из сторон в игре нет. Лимиты армий возросли по сравнению с DOW II, частично вернулось строительство базы (5-6 видов строений, турели являются доктриной), была добавлена система доктрин и элитных юнитов, которые позволяют проводить общую кастомизацию армии. При этом роль обычных подразделений значительно уменьшена. Основой геймплея является менеджмент героев, которые составляют примерно 30 % силы армии и могут послужить хорошей основой армии благодаря своим сверхмощным способностям. Подробная и интереснейшая ролевая система и менеджмент экипировки DOW II также не была использована, герои не растут в опыте, не приобретают новых свойств, экипировка не меняется. Была убрана система морали, но появилась система укрытий. Также был значительно упрощен расчет повреждений — осталось два вида брони (например, тактические космодесантники теперь имеют «лёгкую» броню, как и гретчины), и три типа урона. Также был изменен визуальный стиль игры на более яркий, что по мнению фанатов, не сообразуется с «мрачностью» вселенной.
Разработчики не стали озвучивать игру на национальные языки. Нет русского, немецкого и французского языков, что вызвало недовольство игроков из этих стран (как и отсутствие качественных субтитров). Развитие игры вскоре было остановлено. Также стало известно, что диалога с покупателями практически не ведётся, только удаление негативных отзывов.
После полного провала игры режиссёр игры Филипп Буль, главный художник по интерфейсу Роберт Вествуд и главные сценаристы игры Адам Баллид и Кайл Берндт были уволены. Поддержка самой игры прекращена в феврале 2018 года.

## Критика
| Сводный рейтинг       | Сводный рейтинг                                                                    |
| Агрегатор             | Оценка                                                                             |
| --------------------- | ---------------------------------------------------------------------------------- |
| GameRankings          | 76,22 %                                                                            |
| Metacritic            | 77 %                                                                               |
| Иноязычные издания    |                                                                                    |
| Издание               | Оценка                                                                             |
| Destructoid           | 7,5/10                                                                             |
| Game Informer         | 7,75/10                                                                            |
| GameRevolution        | 3,5 из 5 звёзд · 3,5 из 5 звёзд · 3,5 из 5 звёзд · 3,5 из 5 звёзд · 3,5 из 5 звёзд |
| GameSpot              | 8/10                                                                               |
| IGN                   | 7,6/10                                                                             |
| Polygon               | 8/10                                                                               |
| Русскоязычные издания |                                                                                    |
| Издание               | Оценка                                                                             |
| «Игры Mail.ru»        | 8,5/10                                                                             |

Игра получила неоднозначную оценку и отзывы — профессиональные критики давали перед релизом высшие оценки, так, например, Hardcore Gamer присудил игре 4,5 из 5, говоря: «Warhammer 40,000: Dawn of War III успешно берёт лучшие элементы из предыдущих двух игр и смешивает их с традиционной механикой RTS, чтобы создать игру с глубоким стратегическим геймплеем». IGN поставил игре оценку 7,6 / 10, отметив, что «Relic заслуживает внимания не просто переделкой той же игры с более красивой графикой, но этот гибридный подход не кажется таким сильным, как незабываемый тактический фокус Dawn of War II».
Летом 2018 года, благодаря уязвимости в защите Steam Web API, стало известно, что точное количество пользователей сервиса Steam, которые играли в игру хотя бы один раз, составляет 680 572 человека.